# Kelly Karbacz
Kelly Ann Karbacz (Queens, 19 de fevereiro de 1978) é uma atriz norte-americana, conhecida pela participação na série Orange Is the New Black.